# Emmy Sylvester
Emmy Sylvester (geb. 1910 in Wien, Österreich-Ungarn; gest. 1994 in San Francisco, verheiratete Pollaczek) war eine österreichisch-US-amerikanische Kinderärztin und Psychoanalytikerin, die nach dem Anschluss Österreichs an das nationalsozialistische Deutschland in die USA emigrierte.

## Leben und Wirken
Emmy Sylvester wurde als Tochter von Paul Arnold Sylvester und Elsa, geb. Silberstern, in Wien geboren. Sie studierte Psychologie, Philosophie und Geschichte an der Universität Wien. 1932 promovierte sie zum Dr. phil. mit einer Untersuchung über kindliches Verhalten. Anschließend studierte sie, ebenfalls an der Universität Wien, Medizin und schloss dieses Studium 1937 mit einer medizinischen Promotion ab und absolvierte eine Facharztausbildung in der Kinderheilkunde.
Parallel begann sie eine psychoanalytische Ausbildung am Lehrinstitut der Wiener Psychoanalytischen Vereinigung, ihre Lehranalytikerin war Editha Sterba. Als Jüdin emigrierte sie 1938 in die USA und ließ sich mit ihrem Mann Frank Pollaczek (1901–1998) in Chicago nieder, wo sie ihre psychoanalytische Ausbildung am Psychoanalytischen Institut Chicago abschloss.
Emmy Sylvester war an der Gründung der Sonia Shankman Orthogenic School Bruno Bettelheims (Chicago) beteiligt und setzte sich für den Versuch ein, schwer gestörte Kinder aus den traumatisierenden Familien herauszunehmen und sie in einer psychoanalytischen Umgebung ganzheitlich zu betreuen und zu behandeln. Sie bezog sich dabei auf die Arbeiten der Wiener Psychoanalytiker Siegfried Bernfeld und August Aichhorn und wirkte an der Konzeptentwicklung für ein therapeutisches Milieu mit.
1951 zog Emmy Sylvester nach San Francisco und lehrte als Professorin und Lehranalytikerin an der Stanford Medical School sowie an den Kliniken Mount Zion Hospital und Letterman Hospital. Sie war Life Fellow der American Psychiatric Association und galt als eine der besten Kinderanalytiker der Nachkriegszeit.

## Veröffentlichungen (Auswahl)
- Das zwei- bis vierjährige Kind in neuer Situation. Untersuchung über die Variationsbreite kindlichen Verhaltens. Phil. Dissertation der Universität Wien, Wien 1932.
- Analysis of psychogenic anorexia in a four-year-old. The Psychoanalytical Study of the Child, 1, 1945, 167–188.
- Emotional aspects of learning. Quarterly Journal of Child Behavior 1, 1949, 133–139.
- Discussion of techniques used to prepare young children for analysis. The Psychoanalytical Study of the Child, 7, 1952, 306–321.
- Developmental truisms and their fate in child rearing. Clinical observations.n M. J. E. Senn: Problems of Infancy and Childhood. New York 1954, 9-37.
- mit Bruno Bettelheim: A therapeutic milieu. American Journal of Orthopsychiatry, 18, 1948, S. 191–206 doi:10.1111/j.1939-0025.1948.tb05078.x.
- mit Bruno Bettelheim: Physical symptoms in emotionally disturbed children. The Psychoanalytical Study of the Child, 1949, S. 353–368.